# Бомонт (Альберта)
Бомонт (англ. Beaumont) — містечко в Канаді, у провінції Альберта, у складі муніципального району Ледюк.

## Населення
За даними перепису 2016 року, містечко нараховувало 17396 осіб, показавши зростання на 31,0%, порівняно з 2011-м роком. Середня густина населення становила 1 661,1 осіб/км².
З офіційних мов обидвома одночасно володіли 2 490 жителів, тільки англійською — 14 730, тільки французькою — 35, а 95 — жодною з них. Усього 1,530 осіб вважали рідною мовою не одну з офіційних, з них 10 — одну з корінних мов, а 50 — українську.
Працездатне населення становило 9 975 осіб (78,2% усього населення), рівень безробіття — 7,2% (8,1% серед чоловіків та 6,2% серед жінок). 88,9% осіб були найманими працівниками, а 10,1% — самозайнятими.
Середній дохід на особу становив $70 218 (медіана $54 534), при цьому для чоловіків — $93 973, а для жінок $46 182 (медіани — $78 816 та $36 164 відповідно).
28,7% мешканців мали закінчену шкільну освіту, не мали закінченої шкільної освіти — 12%, 59,3% мали післяшкільну освіту, з яких 30,9% мали диплом бакалавра, або вищий, 25 осіб мали вчений ступінь.
| Статево-вікова структура населення | Статево-вікова структура населення | Статево-вікова структура населення | Статево-вікова структура населення | Статево-вікова структура населення |
| ---------------------------------- | ---------------------------------- | ---------------------------------- | ---------------------------------- | ---------------------------------- |
|                                    |                                    |                                    |                                    |                                    |
| Всього                             | Всього                             | 50,2%49,8%                         |                                    |                                    |
| 0 — 14 років                       | 0 — 14 років                       |                                    | 26,4%                              | 26,4%                              |
| 15 — 64 років                      | 15 — 64 років                      |                                    | 67,8%                              | 67,8%                              |
| 65 і більше                        | 65 і більше                        |                                    | 5,8%                               | 5,8%                               |
| 85 і більше                        | 85 і більше                        |                                    | 0,6%                               | 0,6%                               |
| Середній вік (років)               | Середній вік (років)               | 32,532,8                           | 32,7                               | 32,7                               |
| Медіана (років)                    | Медіана (років)                    | 33,233,1                           | 33,2                               | 33,2                               |
| — чоловіки — жінки                 |                                    |                                    |                                    |                                    |

| Походження мешканців:     | Походження мешканців:     | Походження мешканців: | Походження мешканців: | Походження мешканців: |
| ------------------------- | ------------------------- | --------------------- | --------------------- | --------------------- |
| Походження                |                           |                       | осіб                  | %                     |
| Корінні американці        | Корінні американці        |                       | 1 300                 | 7.47%                 |
| Інше північноамериканське | Інше північноамериканське |                       | 5 655                 | 32.51%                |
| Європейське               | Європейське               |                       | 13 145                | 75.56%                |
| британське                | британське                |                       | 8 035                 | 46.19%                |
| французьке                | французьке                |                       | 2 715                 | 15.61%                |
| українське                | українське                |                       | 2 610                 | 15%                   |
| Латинськоамериканське     | Латинськоамериканське     |                       | 290                   | 1.67%                 |
| Карибське                 | Карибське                 |                       | 160                   | 0.92%                 |
| Африканське               | Африканське               |                       | 260                   | 1.49%                 |
| Азійське                  | Азійське                  |                       | 1 380                 | 7.93%                 |
| Океанійське               | Океанійське               |                       | 85                    | 0.49%                 |

| Зайнятість населення за галузями (за класифікацією NOC): | Зайнятість населення за галузями (за класифікацією NOC): | Зайнятість населення за галузями (за класифікацією NOC): | Зайнятість населення за галузями (за класифікацією NOC): | Зайнятість населення за галузями (за класифікацією NOC): |
| -------------------------------------------------------- | -------------------------------------------------------- | -------------------------------------------------------- | -------------------------------------------------------- | -------------------------------------------------------- |
|                                                          |                                                          |                                                          |                                                          |                                                          |
| Управління                                               | Управління                                               |                                                          | 12,8%                                                    | 12,8%                                                    |
| Бізнес, фінанси та адміністрування                       | Бізнес, фінанси та адміністрування                       |                                                          | 17%                                                      | 17%                                                      |
| Природничі та прикладні науки                            | Природничі та прикладні науки                            |                                                          | 7,2%                                                     | 7,2%                                                     |
| Охорона здоров'я                                         | Охорона здоров'я                                         |                                                          | 5,8%                                                     | 5,8%                                                     |
| Освіта, правозахист, муніципальні та урядові служби      | Освіта, правозахист, муніципальні та урядові служби      |                                                          | 11,1%                                                    | 11,1%                                                    |
| Мистецтво, культура, відпочинок та спорт                 | Мистецтво, культура, відпочинок та спорт                 |                                                          | 1,9%                                                     | 1,9%                                                     |
| Роздрібна торгівля та послуги                            | Роздрібна торгівля та послуги                            |                                                          | 18,4%                                                    | 18,4%                                                    |
| Гуртова торгівля, транспорт та обладнання                | Гуртова торгівля, транспорт та обладнання                |                                                          | 20,6%                                                    | 20,6%                                                    |
| Природні ресурси, сільське господарство                  | Природні ресурси, сільське господарство                  |                                                          | 2,7%                                                     | 2,7%                                                     |
| Виробництво                                              | Виробництво                                              |                                                          | 2,3%                                                     | 2,3%                                                     |

## Клімат
Середня річна температура становить 2,5°C, середня максимальна – 21,3°C, а середня мінімальна – -20,9°C. Середня річна кількість опадів – 484 мм.
| Клімат поселення                              | Клімат поселення | Клімат поселення | Клімат поселення | Клімат поселення | Клімат поселення | Клімат поселення | Клімат поселення | Клімат поселення | Клімат поселення | Клімат поселення | Клімат поселення | Клімат поселення | Клімат поселення |
| Показник                                      | Січ.             | Лют.             | Бер.             | Квіт.            | Трав.            | Черв.            | Лип.             | Серп.            | Вер.             | Жовт.            | Лист.            | Груд.            |                  |
| Середній максимум, °C                         | −7,79            | −3,66            | 1,77             | 10,48            | 16,88            | 20,89            | 21,30            | 20,63            | 15,49            | 9,98             | 0,38             | −6,44            |                  |
| Середня температура, °C                       | −14,34           | −10,22           | −4,77            | 3,94             | 10,33            | 14,34            | 16,18            | 15,51            | 10,38            | 4,88             | −4,74            | −11,56           |                  |
| Середній мінімум, °C                          | −20,92           | −16,76           | −11,33           | −2,62            | 3,78             | 7,79             | 11,08            | 10,40            | 5,26             | −0,24            | −9,85            | −16,65           |                  |
| Норма опадів, мм                              | 23               | 14               | 19               | 28               | 51               | 85               | 96               | 65               | 44               | 21               | 20               | 18               |                  |
| Середньомісячна швидкість вітру, м/с          | 3.20             | 3.20             | 3.40             | 3.70             | 3.70             | 3.30             | 3.10             | 2.90             | 3.10             | 3.40             | 3.30             | 3.28             |                  |
| Середньомісячна сонячна радіація, кДж/м²·день | 3499             | 7072             | 12196            | 17257            | 20447            | 21862            | 22304            | 18657            | 12704            | 7539             | 3796             | 2557             |                  |
| --------------------------------------------- | ---------------- | ---------------- | ---------------- | ---------------- | ---------------- | ---------------- | ---------------- | ---------------- | ---------------- | ---------------- | ---------------- | ---------------- | ---------------- |
| Джерело:                                      |                  |                  |                  |                  |                  |                  |                  |                  |                  |                  |                  |                  |                  |